# 埃爾姆克里克鎮區 (堪薩斯州馬歇爾縣)
埃爾姆克里克鎮區（英語：Elm Creek Township）為美國堪薩斯州馬歇爾縣轄下的鎮區。2010年美国人口普查中此鎮區人口有180人。

## 地理
埃爾姆克里克鎮區涵蓋總面積為93.1平方（35.95平方英里），其中陸地面積為92.3平方（35.63平方英里），水域面積為0.83平方（0.32平方英里）或0.89%。海拔高度368（1,207英尺）。

## 人口統計
根據2010年美國人口普查，埃爾姆克里克鎮區人口有180人，其中男性有91人，女性有89人，人口密度為每平方公里1.93人，住房計69戶。鎮區內的白人有174人，非裔美國人有0人，美洲原住民有1人，亞裔美國人有0人，太平洋島裔美國人有0人，其他種族有1人，混血種族則有4人。此外鎮區內有3人為西班牙裔或拉丁裔美國人。此鎮區之年齡中位數為44.3歲，而男性年齡中位數為45.8歲，女性年齡中位數為40.2歲。

## 交通

### 主要公路
- 77號美國國道